# 罗什 (卢瓦-谢尔省)
罗什（法語：Roches，法語發音：[ʁɔʃ]）是法国卢瓦-谢尔省的一个市镇，属于布卢瓦区。

## 地理
罗什（47°47'44"N, 1°26'58"E）面积8.79 平方千米，位于法国中央-卢瓦尔河谷大区卢瓦-谢尔省，该省份为法国中北部省份，北起厄尔-卢瓦省，东北接卢瓦雷省，东南接谢尔省，南至安德尔省，西南接安德尔-卢瓦尔省，西北接萨尔特省。
与罗什接壤的市镇（或旧市镇、城区）包括：布里尤、孔克里耶、洛尔日、勒普莱西莱谢勒、塔尔西。

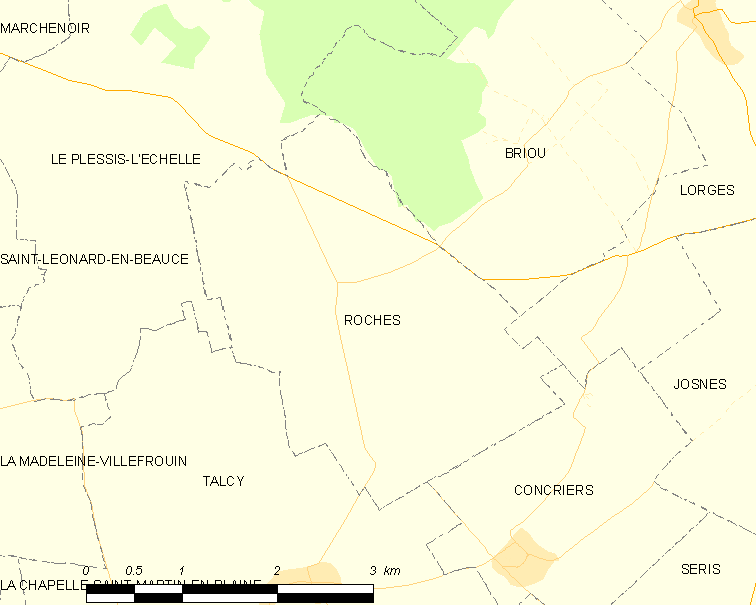
的OSM定位图

罗什的时区为UTC+01:00、UTC+02:00（夏令时）。

## 行政
罗什的邮政编码为41370，INSEE市镇编码为41191。

## 政治
罗什所属的省级选区为拉博斯县。

## 人口

1962-2008年间人口变化图示

罗什于2022年1月1日时的人口数量为64人。